# مابي لاند
مابي لاند (بالإنجليزية: Mappy-Land)‏ ، هي لعبة فيديو إلكترونية من نوع مغامرات وأكشن، أنتجت سنة 1983م، ونشرها شركة نامكو اليابانية.

## وصلات خارجية
- مابي لاند guide في موقع ستراتيجي ويكي